# ダニエル・カールスバック
ダニエル・セランド・カールスバック（Daniel Seland Karlsbakk, 2003年4月7日 - ）は、ノルウェー・アグデル県クリスチャンサン出身のサッカー選手。サルプスボルグ08所属。ポジションはフォワード。

## クラブ経歴

### ブリンFK
2009年にブリンFKのユースアカデミーに入団。16歳を迎えた2019年4月にプロ契約を締結。10月26日の実質3部リーグにあたる2.ディビジョンのエーゲルスンIK戦でプロデビュー。翌2020年シーズンも出場機会を増やし、18試合2ゴールを記録するも、2021年シーズンは足首の負傷などで11試合の出場にとどまった。

### バイキングFK
2021年12月7日、バイキングFKと契約し、2022年1月に加入。初のトップリーグエリテセリエンでのプレーとなった2022年シーズンは、21試合で2ゴールを決めた。

### SCヘーレンフェーン
2023年1月31日、SCヘーレンフェーンと2026年までの契約を結んだ。

## 代表経歴
プロデビューした2019年から、各ユース世代のノルウェー代表に招集されている。